# Tlatelolco, verano del 68
Tlatelolco, verano del 68 és una pel·lícula basada en fets reals realitzada el 2013, que tracta sobre els esdeveniments succeïts en la ciutat de Mèxic en els mesos previs als Jocs Olímpics d'Estiu de 1968.

## Argument
Enmig de les protestes del Moviment del 68 hi ha dos adolescents, de diferents estrats socials Félix (Christian Vázquez) i Ana María (Cassandra Ciangherotti) amb una història d'amor que està a punt de començar. La història comença amb l'augment de la repressió per part del govern de Díaz Ordaz al moviment estudiantil en els mesos previs a la Massacre del 2 d'octubre de 1968. La relació d'Ana María i Félix transcorre en el context de repressió, desaparicions forçades i un intent d'invisibilitzar la protesta social.

## Repartiment
- Christian Vazquez - Félix
- Cassandra Ciangherotti - Ana María
- Juan Manuel Bernal
- Armando Hernández
- Alex Perea
- Juan Carlos Colombo
- Jorge Zarate
- Mario Zaragoza
- Luis Ernesto Franco
- Luis Fernando Peña
- Giovanna Zacarías
- Teresa Ruiz
- Alejandra Ambrosi
- Roberto Sosa
- Ricardo Kleinbaum
- Iván Arana
- Arnulfo Reyes Sánchez
- Pascacio López
- José Ángel Bichir
- Claudette Millé
- Fernando Becerril

## Recepció
Fou estrenada el 18 d'abril de 2013 al Chicago Latino Film Festival. Va participar en la XX Mostra de Cinema Llatinoamericà de Catalunya, on va guanyar el premi al millor llargmetratge i va compartir el premi del públic amb Esclavo de Dios i l'argentina Vino para robar.